# Бухмурен
Бухмурен (монг.: Бөхмөрөн) — сомон аймаку Увс, Монголія. Площа 3,7 тис. км², населення 2,9 тис. Центр сомону селище Байшинт лежить за 1213 км від Улан-Батора, за 162 км від міста Улаангом.

## Рельєф
Хребти Гацууртай, Ямаат, Байрам (до 3000 м).

## Клімат
Клімат різко континентальний. Щорічні опади 200 мм, середня температура січня −23°С, середня температура липня +30°С.

## Природа
Водяться олені, дикі кабани, рисі, вовки, лисиці, гірські барани, козулі, снігові барси, зайці.

## Корисні копалини
Сомон багатий на кам'яне вугілля, дорогоцінне каміння, марганцеві руди.

## Соціальна сфера
Є школа, лікарня, торговельно-культурні центри.